# Загибель в ім'я народження
«Загибель в ім'я народження» ( рос. "Гибель во имя рождения") — радянський художній фільм 1988 року, знятий режисером Джалі Соданбеком на кіностудії «Киргизфільм».

## Сюжет
Дія фільму відбувається в тридцяті роки в Киргизії, куди приїжджає російський коняр Красін, щоб відкрити тут перший радянський конезавод і вивести нову породу коней, схрестивши донських аргамаків та місцевих карабаїрів.

## У ролях
- Володимир Подоляк — Красін, коняр
- Єрсаїн Телеубаєв — головна роль
- Чоробек Думанаєв — роль другого плану
- Венера Нігматуліна — роль другого плану
- Аман Бурулбаєв — роль другого плану
- Набі Рахімов — роль другого плану
- Асанкул Осмонов — роль другого плану
- Бакен Кидикєєва — мати Саргалдая
- Асил Набієва — роль другого плану
- Д. Мінікєєва — роль другого плану
- Бекін Сейдакматов — роль другого плану
- Кумендор Абилов — роль другого плану
- Таттибюбю Турсунбаєва — роль другого плану
- Асилбек Озубеков — роль другого плану
- Ю. Ібрагімов — роль другого плану
- Єсболган Отеулінов — Болтогай

## Знімальна група
- Режисер — Джалі Соданбек
- Сценаристи — Казат Акматов, Джалі Соданбек
- Оператор — Хасанбек Кидиралієв
- Композитор — Муратбек Бегалієв
- Художник — Олексій Макаров